# سياسات ريادة الأعمال في سوريا
يغطي هذا المقال أفضل الممارسات واحتياجات الإصلاح في سياسات ريادة الأعمال في سوريا.

## بدء التشغيل وسهولة الدخول

### الشركات الهادفة للربح
- شهدت سوريا العديد من الإصلاحات في مجال بدء الأعمال التجارية على مدى العقد الماضي، ولا تزال تحتل مرتبة منخفضة نسبياً في تقرير ممارسة الأعمال لعام 2010، حيث تراجعت من المرتبة 133 إلى المرتبة 134 في سهولة بدء الأعمال التجارية.[1] يتطلب بدء الأعمال التجارية 7 إجراءات، ويستغرق 17 يومًا، كلف بدء عمل تجاري في عام 2009 ما يقرب من 28٪ من الدخل القومي الإجمالي للفرد، بحدٍ أدنى لرأس المال المدفوع في العالم عند 1013٪ من دخل الفرد.[2] وكان هذا تسعة أضعاف المتوسط الإقليمي. كما خفضت سوريا متطلبات رأس المال إلى 355.1% من دخل الفرد في عام 2010.[1]
- وفي عام 2006، خفضت سوريا ضريبة التسجيل (رسوم الدمغة) من 1.5% إلى 0.5% من رأس المال.[3] وفي عام 2007، فرضت نشر عقد التأسيس في الجريدة الرسمية للشركات الجديدة، مما جعل التسجيل أكثر تكلفة، ولكن تم إلغاء هذا في عام 2008، عندما طُلب من الشركة الجديدة بدلاً من ذلك نشر نسخة من شهادة التسجيل. أدخلت سوريا قانوناً تجارياً جديداً في عام 2007 أدى إلى تبسيط عملية بدء الأعمال التجارية وجعل التسجيل إدارياً وليس قضائياً من خلال إلغاء مشاركة المحكمة والمحامين في عملية التسجيل، وأدخلت حدوداً قانونية وتبسيط التسجيل الضريبي للشركات الجديدة.[4] وفي عام 2009، قامت بوضع نماذج التسجيل على الإنترنت، إلا أنها ضاعفت تكلفة التسجيل بسبب ارتفاع رسوم النشر والتأسيس من 18.2% إلى 27.80% من الدخل القومي الإجتالي للفرد.[2] علاوة على ذلك، في عام 2010، قامت بتطبيق اللامركزية على الموافقة على مذكرة الشركة، مما أدى إلى تقليل أربعة أيام للتسجيل، ولكن زيادة التكلفة إلى 38.1% (دخل الفرد من الدخل القومي الإجتالي).[1]
- في عام 2008، حققت سوريا زيادة بنسبة 33% في الحد الأدنى لمتطلبات رأس المال المدفوع، أي ما يعادل 4,354%[5] من دخل الفرد، مما يجعل الأمر أكثر صعوبة على رواد الأعمال. وقد انعكس هذا في عام 2009 إلى حوالي 10 أضعاف متوسط دخل الفرد - ولا يزال أعلى متطلبات الحد الأدنى لرأس المال المدفوع في العالم (70660 دولارًا).[2] واصلت سوريا التحسن، ففي عام 2010، قامت بتسهيل بدء الأعمال التجارية عن طريق خفض الحد الأدنى لمتطلبات رأس المال للشركات ذات المسؤولية المحدودة بمقدار الثلثين.[1]
- أدى دخول البنوك الخاصة إلى السوق السورية إلى تسريع إصدار الاعتمادات المالية مما أدى إلى تقليص المدة إلى يومين لكل من الصادرات والواردات. بدأت الإصلاحات في الجمارك في عام 2005 بهدف تنفيذ نظام تبادل البيانات الإلكترونية، لتبسيط الإجراءات وزيادة الشفافية وتحسين الإنتاجية. وبحلول عام 2006، أنشئت معدات وبرامج تكنولوجيا المعلومات الجديدة في أربعة مواقع ما سمح للمتداولين تقديم الإقرارات عبر الإنترنت.

الإصلاحات اللازمة
لا تمتلك سوريا إطاراً مكتملاً لسياسة المؤسسات وتفتقر إلى الوضوح في التنفيذ المؤسسي.

## الشؤون المالية
لا يزال الوصول إلى التمويل أحد المشاكل الرئيسية التي تواجه المؤسسات العاملة في سوريا وخاصة المؤسسات الصغيرة والمتوسطة. على الرغم من الإصلاحات التي بدأتها الحكومة والبنك المركزي السوري، ظلت البيئة القانونية والتنظيمية متخلفة نسبيًا وكانت نطاقات الخدمات المصرفية والمالية لقطاع المؤسسات محدودة. واحتلت سوريا المرتبة 181 من بين 183 اقتصاداً حول العالم في سهولة الحصول على الائتمان، مما يضع البلاد في المراكز الثلاثة الأخيرة. اعتبارًا من عام 2009، لم تكن خدمات المعلومات الائتمانية وخطط ضمان الائتمان أو سجل مكتب الائتمان التي يمكن أن تدعم الوصول إلى الائتمان عن طريق تقليل متطلبات الضمانات متوفرة في سوريا. ولا يوجد سوى عدد قليل من مرافق التمويل الأصغر، ويعمل معظمها كمشاريع تجريبية. على الرغم من أن البنك التجاري السوري (أكبر بنك مملوك للدولة) تم تكليفه رسمياً في شباط/فبراير 2009 بزيادة القروض للشركات الصغيرة الناشئة، إلا أن مناخ الفساد قد يردع العديد من رواد الأعمال المحتملين.
- وعززت سوريا إمكانية الحصول على الائتمان من خلال إلغاء الحد الأدنى للقروض المدرجة في قاعدة البيانات، مما أدى إلى توسيع نطاق تغطية الأفراد والشركات إلى 2.8% من السكان البالغين.[1]

### الأسهم الخاصة
ولا يوجد في سوريا أي تشريع يتعلق بصناديق الاستثمار. لا توجد صناديق أسهم عاملة في البلاد اعتبارًا من عام 2009. وقد قامت الحكومة مؤخراً بترخيص عدد من الشركات القابضة، من أجل تعبئة أموال الأسهم من أصحاب المشاريع الخاصة.

### أسواق المال
افتتح سوق دمشق للأوراق المالية (DSE) في 10 مارس 2009، بناءً على خطط لإنشاء سوق الأسهم في دمشق تعود إلى عام 2006. وقد تأخر افتتاحها عدة مرات بسبب مزاعم بعدم كفاية التكنولوجيا ونقص الموارد البشرية اللازمة لتشغيل البورصة. بدأت بورصة دبي للأوراق المالية التداول مع خمس شركات، مع عدد من القيود مثل حد 2 بالمائة للتقلبات اليومية في أسعار الأسهم وحظر بيع وشراء الأسهم في نفس اليوم.

### الاستثمار غير الرسمي
وتفوق معدل الاستثمار غير الرسمي في سوريا على بقية المنطقة بنسبة 5% من الناتج المحلي الإجتالي مقارنة بالمملكة العربية السعودية -0.8%. وفقًا لآخر استطلاع أجراه مراقب العالمي لريادة الأعمال (GEM) في عام 2009، توقع رواد الأعمال الحصول على تمويل لبدء الأعمال التجارية من مستثمرين غير رسميين يتنوعون بين أفراد الأسرة المباشرين (49.1%)، والأقارب الآخرين (12.7%)، والزملاء (41.8%)، والأقارب (41.8%). الأصدقاء/ الجيران (21.8%).
الإصلاحات اللازمة

- وينبغي أن تتناول الإجراءات الحكومية في هذا المجال تطوير الإطار التنظيمي والتشريعي، وفتح القطاع المصرفي وإعادة هيكلته. وستكون نقطة البداية الجيدة هي إنشاء نظام ضمان ائتماني مبني على أساس شراكة بين القطاعين العام والخاص، مع الأخذ في الاعتبار، على سبيل المثال، تجربة الأردن.

## العقود/القانون التجاري
يتطلب تنفيذ العقود في سوريا 55 إجراء، ويستغرق 872 يوماً ويكلف تنفيذه 29.3% من المطالبة. احتلت البلاد مرتبة منخفضة نسبيًا في هذه الفئة حيث احتلت المرتبة 176 وفقًا لأحدث تقرير لممارسة الأعمال، مما يضع البلاد في قائمة العشرة الأوائل على مستوى العالم.

## إفلاس
ملخص تقرير ممارسة الأعمال 2010 في سهولة إغلاق الأعمال صنف سوريا في المركز 87. وقد قام بتقييم فعالية نظام الإعسار في سوريا من خلال ثلاثة أبعاد: متوسط الوقت (بالسنوات) لاستكتال إجراءات الإفلاس، ومتوسط تكلفة هذه الإجراءات (كنسبة مئوية من الممتلكات)، ومعدل الاسترداد للدائنين (معبراً عنه بالسنت على الدولار). بالنسبة لسوريا، يبلغ متوسط الوقت 4.1 سنوات، وتبلغ التكلفة في المتوسط 9% من قيمة العقار. ويطالب الدائنون، في المتوسط، بـ 29.3 سنتا لكل دولار.

## الضرائب
وفي سوريا تتجاوز الضرائب والرسوم 20% من قيمة العقار. بدأ الأمر في عام 2004 عندما تم توحيد النماذج الضريبية، وفي عام 2006، أصبح دفع الضرائب أسهل من خلال تخفيض المعدل لتشجيع الاستثمارات الأجنبية والمحلية وزيادة تحصيل الضرائب. وفي العام نفسه، تم تنفيذ قانون التهرب الضريبي وغيره من القوانين التي حملت إجراءات تنفيذية أكثر صرامة، بما في ذلك السجن. وتم تبسيطها أكثر في عام 2007. احتلت سوريا المرتبة 105 في سهولة دفع الضرائب على مستوى العالم.
في الفترة 2007-2008، وضع مؤشر التنمية البشرية (HDI) سوريا في المرتبة 108 من أصل 177 دولة، في قائمتها للدول ذات التنمية البشرية المتوسطة، وفي المرتبة 12 من أصل 20 دولة عربية في تصنيف تقرير التنمية الإنسانية العربية.
ويمثل الشباب ما يقرب من 80% من العاطلين عن العمل في سوريا، وهي أعلى نسبة بين الدول غير الخليجية. وبالتالي، فإن البطالة في سوريا هي في الأساس قضية شبابية. وتحاول الحكومة تقليل الاعتماد على وظائف القطاع العام وتخفيف الضوابط التنظيمية على القطاع الخاص.

## تعليم
ينقسم نظام التعليم في سوريا إلى ثلاثة مستويات رئيسية: المدرسة والكلية والجامعة. ينقسم التعليم إلى ست سنوات من التعليم الابتدائي الإلزامي، وثلاث سنوات من التعليم الثانوي الإعدادي (الإعدادي)، وثلاث سنوات من التعليم الثانوي العالي. وفي السنوات الأخيرة، شهد النظام الجديد دمج المرحلتين الابتدائية والإعدادية في "التعليم الأساسي". توفر المدارس الثانوية الدنيا والعليا مناهج عامة (التي تؤهل للالتحاق بالجامعة) أو مناهج مهنية. الكليات مفتوحة لجميع الطلاب الذين يرغبون في مواصلة تعليمهم. ويتطلب الحصول على الشهادة الجامعية عامين من التعليم الجامعي، بعد الانتهاء من التعليم الثانوي. يجب على طلاب الجامعة حضور ما لا يقل عن أربع سنوات من التعليم قبل الحصول على شهادة جامعية. وبالإضافة إلى ذلك، فإن التعليم العالي متاح أيضًا في سوريا.

### البرلمان الأوروبي للشركات والتدريب
تأخذ الحكومة التابعة لوزارة التربية والتعليم / مديرية التعليم الفني والمهني، بالتنسيق مع الشركات والجمعيات الصناعية، زمام المبادرة في تنفيذ خبرات التعليم والتعلم في مجال التعليم للريادة ضمن نظام التعليم والتدريب في سوريا. نفذ العديد من البرامج مثل وحدات "بدء أعتالي التجارية الصغيرة" (اليونسكو)، وبرنامج "شباب 2006-2007" الذي يدعم تعزيز ثقافة ريادة الأعمال، كما قدمت حزمة منظمة العمل الدولية "اعرف عن الأعمال" (KAB) ريادة الأعمال إلى المدارس الثانوية. والمعاهد المهنية بهدف خلق الوعي بالمؤسسات والعمل الحر كخيار وظيفي للشباب؛ وتنمية اتجاهات إيجابية تجاه المشاريع والعمل الحر بين السكان.

## تصنيف الدول العربية
| الاقتصادات                   | سهولة ممارسة الأعمال 2009/10 | مؤشر التنافسية العالمية 2010/11 (GCI) | درجة الحرية الاقتصادية 2010 | مؤشر الرخاء 2010 | مؤشر نظام الابتكار 2009 | مؤشر التنمية البشرية (HDI) القيمة 2010 | مؤشر التعليم والموارد البشرية 2009 | مؤشر اقتصاد المعرفة (KEI) 2009 | مؤشر حرية الصحافة 2010 |           |
| ---------------------------- | ---------------------------- | ------------------------------------- | --------------------------- | ---------------- | ----------------------- | -------------------------------------- | ---------------------------------- | ------------------------------ | ---------------------- | --------- |
| الجزائر                      | 136                          | 86                                    | 56.9                        | 79               | 3.46                    | 3.59                                   | 0.677                              | 3.66                           | 3.22                   | 133       |
| البحرين                      | 28                           | 37                                    | 76.3                        | غير متوفر        | 7.3                     | 4.29                                   | 0.801                              | 5.82                           | 6.04                   | 144       |
| جيبوتي                       | 158                          | غير متوفر                             | 51.0                        | غير متوفر        | 1.32                    | 1.68                                   | 0.402                              | 0.88                           | 1.47                   | 110       |
| مصر                          | 94                           | 81                                    | 59.0                        | 89               | 3.92                    | 4.44                                   | 0.620                              | 4.35                           | 4.08                   | 127       |
| إيران                        | 129                          | 69                                    | 43.4                        | 92               | 5.65                    | 4.56                                   | 0.702                              | 3.80                           | 3.75                   | 175       |
| العراق                       | 166                          | غير متوفر                             | غير متوفر                   | غير متوفر        | غير متوفر               | غير متوفر                              | غير متوفر                          | غير متوفر                      | غير متوفر              | 130       |
| الأردن                       | 111                          | 65                                    | 66.1                        | 74               | 4.95                    | 5.59                                   | 0.681                              | 5.62                           | 5.54                   | 120       |
| الكويت                       | 74                           | 35                                    | 67.7                        | 31               | 6.96                    | 4.98                                   | 0.771                              | 4.93                           | 5.85                   | 87        |
| لبنان                        | 113                          | 92                                    | 59.5                        | 84               | 5.35                    | 4.53                                   | غير متوفر                          | 4.92                           | 4.81                   | 78        |
| المغرب                       | 114                          | 75                                    | 59.2                        | 62               | 4.37                    | 3.72                                   | 0.567                              | 1.95                           | 3.54                   | 135       |
| عمان                         | 57                           | 34                                    | 67.7                        | غير متوفر        | 4.90                    | 4.94                                   | غير متوفر                          | 4.47                           | 5.36                   | 124       |
| قطر                          | 50                           | 17                                    | 69.0                        | غير متوفر        | 8.06                    | 6.45                                   | 0.803                              | 5.37                           | 6.73                   | 121       |
| السعودية                     | 11                           | 21                                    | 64.1                        | 49               | 6.43                    | 3.97                                   | 0.752                              | 4.89                           | 5.31                   | 157       |
| نعمالجمهورية العربية السورية | نعم144                       | نعم97                                 | نعم49.4                     | نعم83            | 4.43                    | 3.17                                   | نعم0.589                           | 3.10                           | 3.09                   | نعم173    |
| تونس                         | 55                           | 32                                    | 58.9                        | 48               | 4.88                    | 4.65                                   | 0.683                              | 4.08                           | 4.42                   | 164       |
| الامارات العربية المتحدة     | 40                           | 25                                    | 67.3                        | 30               | 8.59                    | 6.69                                   | 0.815                              | 4.90                           | 6.73                   | غير متوفر |
| الضفة الغربية وغزة           | 135                          | غير متوفر                             | غير متوفر                   | غير متوفر        | غير متوفر               | غير متوفر                              | غير متوفر                          | غير متوفر                      | غير متوفر              | غير متوفر |
| اليمن                        | 105                          | غير متوفر                             | 54.4                        | 105              | 1.67                    | 2.67                                   | 0.439                              | 1.79                           | 2.20                   | 170       |

- غير متوفر - غير مصنف
- سهولة ممارسة الأعمال التجارية - صنيفت بين 189 اقتصادًا
- مؤشر جي سي آي - مُصنف من بين 139 اقتصادًا
- درجة الحرية الاقتصادية - من 0 إلى 100، حيث يمثل 100 الحد الأقصى للحرية
- مؤشر الرخاء - قام مؤشر الرخاء بتقييم 110 دولة، تمثل أكثر من 90 بالمائة من سكان العالم، ويستند إلى 89 متغيرًا مختلفًا، لكل منها تأثير واضح على النمو الاقتصادي أو على الرفاهية الشخصية. ويتكون المؤشر من ثمانية مؤشرات فرعية، أي الاقتصاد وريادة الأعمال والفرص (E&O) والحوكمة والتعليم والصحة والسلامة والأمن والحرية الشخصية ورأس المال الاجتماعي.
- وتقع قيمة تكنولوجيا المعلومات والاتصالات على مقياس من 0 إلى 10 وتحسب من خلال ثلاثة مؤشرات رئيسية: عدد خطوط الهاتف لكل ألف من السكان، وعدد أجهزة الكمبيوتر لكل ألف من السكان، وعدد مستخدمي الإنترنت لكل ألف من السكان. تحصل أعلى 10 في المائة من الدولة على درجات في النطاق 9-10، وتسجل أعلى 10 في المائة من الدولة درجات في النطاق 8-9 وهكذا.
- مؤشر نظام الابنكار - تقع قيمة المؤشر على مقياس من 0 إلى 10 وتحسب من ثلاثة مؤشرات رئيسية: إجتالي مدفوعات الإتاوات والإيصالات بدولار الأمريكي للشخص الواحد، وعدد طلبات براءات الاختراع الممنوحة من مكتب براءات الاختراع والعلامات التجارية الأمريكي لكل مليون شخص، وعدد المقالات الصحفية العلمية والتقنية المنشورة لكل مليون شخص. تحصل أعلى 10 في المائة من الدولة على درجات في النطاق 9-10، وتسجل أعلى 10 في المائة من الدولة درجات في النطاق 8-9 وهكذا.
- مؤشر التنمية البشرية - تحسب استنادا إلى بيانات من إدارة الشؤون الاقتصادية والاجتماعية التابعة للأمم المتحدة (2009)، وبارو ولي (2010)، ومعهد اليونسكو للإحصاء (2010)، والبنك الدولي (2010)، وصندوق النقد الدولي (2010).
- درجة التعليم والموارد البشرية - تقع قيمة المؤشر على مقياس من 0 إلى 10 وتحسب من ثلاثة مؤشرات رئيسية: معدل معرفة القراءة والكتابة لدى البالغين، والالتحاق بالتعليم الثانوي، والالتحاق بالتعليم العالي. تحصل أعلى 10 في المائة من الدولة على درجات في النطاق 9-10، وتسجل أعلى 10 في المائة من الدولة درجات في النطاق 8-9 وهكذا.
- مؤشر حرية الصحافة – كلما انخفضت قيمة مؤشر حرية الصحافة في الدولة، كان وضع حرية الصحافة أفضل، وذلك ضمن 178 دولة.